# Sân bay quốc tế Owen Roberts
Sân bay quốc tế Owen Roberts (IATA: GCM, ICAO: MWCR) là một sân bay nằm cách George Town 1 dặm, trên đảo Grand Cayman trong quần đảo Cayman, Đông Ấn thuộc Anh. MWCR là sân bay lớn nhất ở tây Ca-ri-bê, là căn cứ của hãng Cayman Airways.
Sân bay này bị hư hại đáng kể trong trận bão Ivan tháng 9 năm of 2004.

## Các hãng hàng không và các tuyến điểm
- Aero Caribbean (La Habana)
- Air Canada (Toronto-Pearson)
- Air Jamaica (Kingston, Montego Bay)
- American Airlines (Miami)
- Atlantic Airlines de Honduras (Tegucigalpa, La Ceiba, Roatan, San Pedro Sula)
- British Airways (London-Heathrow, Nassau)
- Cayman Airways (Cayman Brac, Chicago-O'Hare [theo mùa], La Habana, Kingston, Miami, Montego Bay, New York-JFK, Orlando, Tampa)
  - Cayman Airways do Cayman Airways Express đảm trách (Cayman Brac, Little Cayman)
- Continental Airlines (Houston-Intercontinental, Newark)
- Delta Air Lines (Atlanta)
- Island Air (Cayman Brac, Little Cayman)
- Northwest Airlines (Detroit, Minneapolis/St. Paul [theo mùa])
- Spirit Airlines (Fort Lauderdale) [theo mùa]
- TACA (La Ceiba[thuê bao])
- US Airways (Boston, Charlotte, Philadelphia)
- United Airlines (Chicago-O'Hare)

## Các hãng vận tải hàng hóa
- Cayman Airways (Miami)